# 摩根報告
摩根報告（英語︰The Morgan Report ）是指一份由美國外交關係委員會於1894年2月26日向美國參議院提交的報告，該委員會的主席是阿拉巴馬州民主黨參議員約翰·摩根。
該報告調查了1893年在夏威夷王國發生的政變，及美軍在政變中所扮演的角色。摩根報告及1893年的布朗特報告是關於夏威夷政變最重要的兩份文件。然而兩份報告相互矛盾。布朗特報告指美國政府同謀僑民非法地推翻夏威夷原政府，但摩根報告卻完全否認美國參與政變。